# Аккра
А́ккра, вариант ударения Аккра́ (англ. Accra) — столица Республики Ганы и центр округа Аккра, крупнейший город страны, являющийся также её культурным и индустриальным центром. Слово Аккра является производным от слова Nkran — муравьи.
Численность населения города составляла 2 291 352 по данным переписи 2012 года. Аккра является также центром насчитывающей свыше 4 миллионов человек агломерации Большая Аккра (одиннадцатого по величине мегаполиса в Африке).
Аккра тянется вдоль атлантического побережья Ганы и простирается на север, в глубь страны. Первоначально построенный вокруг порта, город служил столицей британского Золотого берега между 1877 и 1957 годами. Бывшая в XIX веке лишь пригородом европейского поселения Викториаборг, Аккра с тех пор превратилась в современный мегаполис, архитектура которого отражает его историю, начиная с британских колониальных зданий XIX века и заканчивая современными небоскрёбами и многоквартирными домами.
Аккра является крупнейшим городом в Гане, выступая в качестве экономического и административного центра страны. Кроме того, она является центром культуры и туризма, обладающим широким выбором спортивных и ночных клубов, ресторанов и гостиниц. С начала 1990-х годов было построено множество новых зданий, в том числе многоэтажный французский частный отель Novotel и национальный театр Аккры (с китайской помощью). В 2010 году GaWC признала Аккру Гамма-минус-городом, что указывает на растущий уровень международного влияния Аккры и её вовлечённость в мировую экономику.

## Этимология
Город возник в XV веке как укреплённое поселение, название которого представляет собой европеизированное искажение этнонима племени нкран. Предположительно оно переводится как «чёрный муравей» и, по-видимому, связано с тотемом этого племени.

## История

### Доколониальная история
Город был основан в XV веке, когда племена га мигрировали туда с севера. Расположение поселения было выгодным из-за удаленности от основных конкурентов га, племён акванов. Первоначально Аккра была не самым видным торговым центром, уступая таким портам как Ада и Прампрам, а также внутренним торговым центрам Додова и Акуса. Тем не менее, Аккра получила статус центра работорговли с европейцами, которые построили неподалёку друг от друга несколько форпостов, например, Джеймс Форт и Ашер Форт. В XVII веке португальцы, затем шведы, голландцы, французы, англичане и датчане построили свои крепости в городе. Бурная экономическая активность продолжалась в Аккре до отмены работорговли в 1807 году.

### Колониальная история
В 1850-х годах Дания продала Кристиансборг и другие форты англичанам. В 1873 году, после десятилетий напряженности в отношениях между англичанами и племенным объединением ашанти, британские войска атаковали и практически разрушили столицу ашанти Кумаси, после чего Гана была официально объявлена британской колонией. Британцы захватили Аккру в 1874 году. В 1877 году, в конце Второй англо-ашантийской войны, она заменила Кейп-Кост в качестве столицы британской колонии Золотой Берег. Это решение было принято прежде всего благодаря тому, что Аккра обладала более сухим климатом по сравнению с Кейп-Костом, и не так страдала от мухи цеце, тем самым позволяя использование животного транспорта.
Когда административный центр колонии был переведен в Аккру, начался приток британских колонистов. Город стал расширяться, чтобы вместить новых жителей. Викториаборг сформировался к концу девятнадцатого века как эксклюзивный европейский жилой район, расположенный к востоку от городской черты того времени. Границы Аккры были дополнительно расширены в 1908 году, после вспышки бубонной чумы. Это расширение повлекло за собой создание районов, предназначенных для размещения исключительно коренного населения, как средства борьбы с перенаселением центра города. Адабрака, к северу от центра города, была построена в качестве анклава для мусульманского населения.
Одним из самых важных решений в истории города было начало строительства железной дороги Аккра — Кумаси в 1908 году. Дорога была построена для соединения Аккры, основного порта страны в то время, с основным районом производства какао. В 1923 году железная дорога была закончена. К 1924 году какао стал основным экспортным товаром Ганы. Аккра была главным экспортёром какао до 1928 года, это было одной из главных причин её быстрого роста.
Британское правление оказало сильнейшее влияние на то, какой стала Аккра в этот период. Например, расовая сегрегация районов была обязательной по закону до 1923 года, а все новые здания должны были быть построены из камня или бетона. Тем не менее, британское правительство очень неохотно вкладывало деньги в поддержание городской инфраструктуры или проведение общественных работ. Ситуация не менялась, пока губернатором не стал сэр Фредерик Гордон Гугисберг (англ. Frederick Gordon Guggisberg).
Среди достижений Гугисберга было строительство моста через лагуну Корле в 1923 году, открывшего земли к западу от лагуны для заселения. Гугисберг также курировал строительство больниц и школ. Такие меры привели к увеличению численности населения Аккры за счет миграции сельских жителей в город, а также способствовали иммиграции большого числа британских бизнесменов и администраторов.
После Второй мировой войны районы Ридж и Кантонмент были запланированы как области коттеджной застройки для европейцев, в то время как многие сельские мигранты поселились в районах, которые ещё не были включены в муниципальные границы Аккры, таких как Нима или Новый город. Таким образом, развитие этих районов не регулировалось государством, что привело к образованию огромных трущоб.
Ещё одной областью, сложившейся в это время, был центральный деловой район. Большинство административных зданий были построены на Хай-стрит, образуя массивный судебно-административный комплекс. Кроме того, развитие экономики способствовало строительству множества коммерческих зданий в центральном деловом районе.
В 1944 году градостроитель Максвелл Фрай разработал план города, который был пересмотрен в 1958 году Б. Тревалионом и А. Флудом. Несмотря на то, что план Фрая-Тревалиона так и не был до конца реализован, он иллюстрирует британское видение того, как должна была развиваться Аккра.

### Постколониальная история
Когда Кваме Нкрума стал первым после провозглашения независимости Ганы премьер-министром в 1957 году, он создал свой собственный план развития Аккры. Вместо обустройства районов для жизни элиты, Нкрума стремился создать город, вдохновляющий в ганцах чувство национальной гордости своими общественными сооружениями. Как можно заметить, об удобстве простых жителей не слишком задумывались ни англичане, ни власти независимой Ганы.
Вместо того чтобы создавать декоративные фонтаны и большой парламентский комплекс, Нкрума решил построить такие достопримечательности, как площадь Независимости, Государственный дворец и здание организации африканского единства, а также перестроить замок Кристиансборг. Нкрума решил остановить развитие прибрежных районов, чтобы не отвлекать внимание от новых сооружений, которым он придавал символическое значение. План Нкрумы не предполагал принятия мер по децентрализации и борьбе с перенаселённостью, в отличие от плана Фрая-Тревалиона, напротив, в центральный деловой район переносились дополнительные государственные и коммерческие учреждения. С последствиями реализации этой непродуманной политики горожанам приходится сталкиваться до сих пор.
Сегодня, Аккра имеет несколько основных туристических достопримечательностей, в том числе национальный музей Ганы, Ганская академия наук и искусств, национальный архив и центральная библиотека Ганы, национальный театр, центр национальной культуры, маяк и национальный спортивный стадион.
Город является крупным транспортным узлом, благодаря международному аэропорту Котоке и железнодорожному сообщению с городами Темой, Секонди-Такоради и Кумаси. Аккра является популярным местом для национальных и международных бизнес-конференций.

## География и климат
Аккра расположена на юге страны, на побережье Гвинейского залива и занимает часть холмистой равнины, покрытой саванной. На формирование климата Аккры сказывается близость Атлантического океана и крупной реки Вольты. Город расположен в зоне тропического муссонного климата, с ярко выраженными дождливыми сезонами — большим (апрель-июнь) и малым (октябрь). Несмотря на то, что Аккра находится в северном полушарии, зимние месяцы жарче, чем летние. Это объясняется преобладающими ветрами в разное время года: летом ветер с Атлантики несёт прохладу и дожди, в то время как зимой сухие и пыльные ветра несут жару из Сахары.
| Показатель                    | Янв. | Фев. | Март | Апр. | Май | Июнь | Июль | Авг. | Сен. | Окт. | Нояб. | Дек. | Год |
| ----------------------------- | ---- | ---- | ---- | ---- | --- | ---- | ---- | ---- | ---- | ---- | ----- | ---- | --- |
| Абсолютный максимум, °C       | 34   | 38   | 38   | 34   | 35  | 33   | 32   | 32   | 32   | 32   | 33    | 34   | 38  |
| Средний суточный максимум, °C | 31   | 31   | 31   | 31   | 31  | 29   | 27   | 27   | 27   | 29   | 31    | 31   | 30  |
| Средний суточный минимум, °C  | 23   | 24   | 24   | 24   | 24  | 23   | 23   | 22   | 23   | 23   | 24    | 24   | 23  |
| Абсолютный минимум, °C        | 15   | 17   | 20   | 19   | 21  | 20   | 19   | 18   | 20   | 19   | 21    | 17   | 15  |
| Норма осадков, мм             | 15   | 33   | 56   | 81   | 142 | 178  | 46   | 15   | 36   | 64   | 36    | 23   | 725 |
| Источник:                     |      |      |      |      |     |      |      |      |      |      |       |      |     |

## Население
Население Большой Аккры приближается к 4 миллионам человек, и ежегодно увеличивается на 3,3 %. Свыше 99,9 % горожан — темнокожие. Имеется небольшая (около 2 000 человек) община потомков иммигрантов из Ливана и Сирии, играющая важную роль в экономике города. Последние годы быстрыми темпами растёт китайская община. Аккра очень молодой город, 56 % населения моложе 24 лет.

## Экономика
В Аккре развиты нефтеперерабатывающая, текстильная, пищевая, металлообрабатывающая, автомобилестроительная, деревообрабатывающая и фармацевтическая отрасли промышленности, последние годы бурными темпами развивается рынок недвижимости. Имеется фондовая биржа (GSE). Большинство крупных компаний города контролируются ливанским, британским либо китайским капиталом.
Многие жители занимаются кустарным ювелирным производством, продажей фруктов и овощей на улицах города. Здесь находится большой рынок алмазов и какао-бобов. Более 70 % производимых мощностей Ганы находится в столичном регионе.

## Транспорт
Аккра является крупным транспортным центром. В городе есть международный аэропорт Котока, железная дорога, порт. Перевозку пассажиров по городу осуществляют частные мини-автобусы (известные как Tro — Tros), автобусы и такси. Дорожная сеть города составляет 1 117 километров, из них 918 километров с твёрдым покрытием.

## Достопримечательности
- В 1957 году здесь был основан Национальный музей[4], где экспонируется коллекция африканской керамики, изделий из дерева и кости.
- Произведения скульптора Эрика Ананга.
- Ботанический сад[4] Абури (в 30 км от города).
- Драматический театр «Гана-Плейхаус».
- Одной из достопримечательностей столицы является рынок «Макола».
- Форты[4]:
  - Ушер (1605 г., бывший голландский Крёвкер);
  - Джеймс (1673 г., английский);
  - Кристиансборг (1657—1659 гг., датский).

## Спорт
Футбол является одним из самых популярных видов спорта в Аккре. Самым известным футбольным клубом города является «Хартс оф Оук», домашние матчи проводит на стадионе «Охене Джан», вмещающем 40 000 зрителей. Кроме того, Аккра — родина одного из самых титулованных французских футболистов, многократного победителя Лиги чемпионов и Суперкубка УЕФА, чемпиона мира и Европы и обладателя Кубка конфедераций Марселя Десайи.

## Крупные трагедии
- 9 мая 2001 года на стадионе Accra Sports Stadium[англ.] (Охене Джан) произошла давка[англ.], в результате которой погибли 127 человек.
- 4 июня 2015 года на одной из АЗС города прогремел мощный взрыв. В результате происшествия 96 человек погибли на месте, общее число жертв превысило 150 человек.

## Города-побратимы
- Чикаго (англ. Chicago), Иллинойс, США (1989)[8];
- Вашингтон (округ Колумбия) (англ. Washington, D.C.), США (2006)[9];
- Йоханнесбург (англ. Johannesburg), ЮАР (2006)[10];
- Самсун (англ. Samsun), Турция[11];
- Колумбия (англ. Columbia), США ([12];
- Стерлинг (англ. Sterling), США;